# 舒斯巴赫河 (施韋爾岑巴赫河支流)
47°44′46″N 11°45′58″E / 47.746225°N 11.766026°E

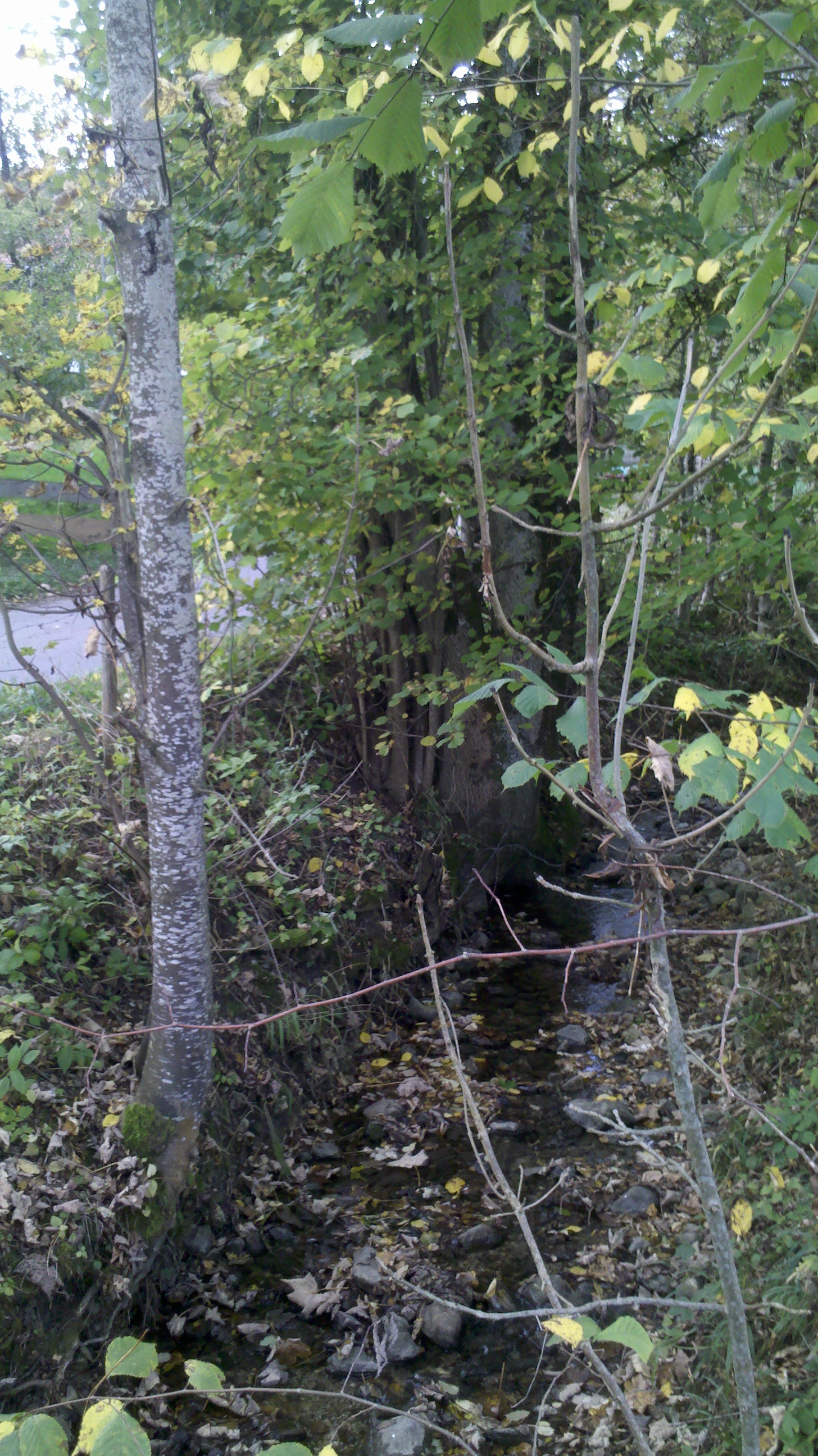

舒斯巴赫河是德國的河流，位於該國東南部，由巴伐利亞負責管轄，屬於施韋爾岑巴赫河的支流，河道全長3.2公里，流經米斯巴赫縣。